# ÜberSoldier
ÜberSoldier je ruské akční sci-fi FPS. ÜberSoldier je ve hře projekt šíleného vědce a funguje tak, že se vzkřísí mrtvý a po vzkříšení dostane speciální schopnosti. První vzkříšený je hlavní hrdina hry.

## Příběh
Po vzkříšení leží hrdina v posteli a vedle něj si povídají dva doktoři. Pak tam vtrhne Eva, která je oba zabije, ale hrdinu nechá žít. Tady začíná jeho cesta za pomstou.

## Úrovně
V jednotlivých úrovních se hráč dostane do netradičních prostředí, jako je například průmyslový komplex v Československu nebo začáteční psychiatrická léčebna. Design odpovídá roku 2004-2005[zdroj?].

## Zbraně
UberSoldier poskytuje celou řadu zbraní. Od tradiční Kar 98k k plamenometům, samopalům, odstřelovacím puškám, RPG a podobně. Hrdina na sobě může mít celkem jednu primární zbraň (například samopal), pistoli a druhou zbraň (například odstřelovací pušku nebo kulomet těžkého kalibru) a k tomu granáty.

## Spolubojovníci
Po boku hráče ve hře často bojují i další vojáci, ale s malou umělou inteligencí[zdroj?]. Několikrát se hrdina ocitne i vedle hlavních příběhových postav, jako například vůdce opozice. Tyto postavy jsou nesmrtelné.

## Emoce
Ve hře funguje systém emocí. Například když hráč zabije třikrát za sebou střelou do hlavy nebo nožem, tak se mu vylepší nějaká vlastnost. Je zde tedy zakomponován jakýsi velmi jednoduchý RPG systém.